# Mikael Stanne
Mikael Stanne, född 20 maj 1974, är en svensk sångare och musiker samt före detta gitarrist i bandet Dark Tranquillity. Stanne var även sångare i gruppen Hammerfall under deras första år och sjöng på In Flames första album Lunar Strain. Stanne är sedan 2021 sångare i bandet The Halo Effect.

## Dark Tranquillity
Stanne var en av grundarna av melodisk death metalbandet Dark Tranquillity, tillsammans med Niklas Sundin, Anders Jivarp, Martin Henriksson och Anders Fridén. De första åren 1989-1993 var Stanne en av två gitarrister i bandet men då sångaren Fridén lämnade gruppen blev Stanne den som tog över sången och bandet tog in en ny gitarrist. Mikael Stanne growlar i de flesta av låtarna men på albumet Projector visade han sina färdigheter även i "ren" sång. Efter det förekom inte ren sång igen förrän på 2007 års platta Fiction där "skönsången" förekommer på två av låtarna, Misery’s Crown och The Mundane and the Magic. I februari 2010 utgavs Dark Tranquillitys tionde album We Are the Void.
Stanne skriver de flesta texterna till Dark Tranquillitys låtar.

## Hammerfall och In Flames
När hårdrocksbandet Hammerfall bildades 1993 var Stanne dess första sångare, och han fortsatte sjunga med dem parallellt med Dark Tranquillity fram till 1996. Även Dark Tranquillitys gitarrist Niklas Sundin spelade i Hammerfall 1993-1995. Stanne var även den som sjöng på In Flames debutalbum Lunar Strain 1994.
Stanne sjöng 2005 med Nightrage i sången "Frozen" på deras album Descent into Chaos.

## Diskografi

### Med Dark Tranquillity
- 1989 – Enfeebled Earth (Singel, utgiven under namnet Septic Broiler)
- 1991 – Trail of Life Decayed (Demo)
- 1992 – A Moonclad Reflection (EP)
- 1993 – Tranquillity (Demokassett, innehåller Trail of Life Decayed och A Moonclad Reflection)
- 1993 – Skydancer
- 1994 – Of Chaos and Eternal Night (MCD)
- 1995 – The Gallery
- 1996 – Enter Suicidal Angels (MCD)
- 1997 – The Mind's I
- 1998 – The World Domination (VHS)
- 1999 – Projector
- 2000 – Skydancer/Of Chaos and Eternal Night (återutgivning)
- 2000 – Haven
- 2002 – Damage Done
- 2003 – Live Damage (DVD)
- 2004 – Exposures: In Retrospect And Denial
- 2004 – Lost to Apathy (EP)
- 2005 – Character
- 2007 – Fiction
- 2010 – We Are the Void
- 2013 – Construct
- 2016 – Atoma

### Med In Flames
- 1994 – Lunar Strain

### Med Grand Cadaver[1]
- 2021 – Madness Comes (EP)
- 2022 – Into The Maw Of Death

### Med The Halo Effect[2]
- 2022 – Days Of The Lost
- 2025 - March of the Unheard

### Med Cemetery Skyline
- 2024 – Nordic Gothic

Singlar
- 2021 - Shadowminds
- 2022 - Feel What I Believe
- 2022 - Days Of The Lost